# رند (کالیفرنیا)
رند (به انگلیسی: Rand) یک منطقهٔ مسکونی در ایالات متحده آمریکا است که در شهرستان کرن، کالیفرنیا واقع شده‌است. رند ۸۲۰ متر بالاتر از سطح دریا واقع شده‌است.